# Lislique
Lislique é um município localizado no departamento de La Unión, em El Salvador.